# Tiznit
Tiznit (arabă تزنيت) este un oraș în Maroc.